# Кенникотт, Бенджамин
Бенджамин Кенникотт (англ. Benjamin Kennicott; 4 апреля 1718 — 18 сентября 1783) — английский богослов и учёный-библеист.
Родился 4 апреля 1718 года. Вырос в бедности. Обучался в Оксфордском университете за счёт благотворителей. Ещё до завершения учёбы Бенджамин Кенникотт опубликовал диссертации «О Древе Жизни» («On the Tree of Life in Paradise, with some Observations on the Fall of Man») и «О жертвах Каина и Авеля» («On the Oblations of Cain and Abel»), благодаря которым получил диплом бакалавра досрочно. 
Бенджамин Кенникотт обратил внимание на ошибочность и неточность имеющихся изданий Ветхого Завета и на собранные по подписке 10 000 фунтов стерлингов взялся за составление критически очищенного текста. Сам сверял рукописи в Великобритании и Франции, профессор Брунс — в Германии, Швейцарии и Италии. Всего в течение 10 лет было проверено 16 самаритянских и более 600 еврейских рукописей. Издание вышло под заглавием «Vetus Testamentum Hebraicum cum variis lectionibus» (Оксфорд, 1776—1780).
Умер 18 сентября 1783 года.